# Henotesia antsianakana
Henotesia antsianakana är en fjärilsart som beskrevs av Charles Oberthür 1916. Henotesia antsianakana ingår i släktet Henotesia och familjen praktfjärilar. Inga underarter finns listade i Catalogue of Life.